# Talpastyúk
A talpastyúk (Syrrhaptes paradoxus) a madarak (Aves) osztályának pusztaityúk-alakúak (Pteroclidiformes) rendjébe, ezen belül a pusztaityúkfélék (Pteroclididae) családjába tartozó faj. Kóborló példányai eljutnak Európába is.
Pallas-pusztaityúk  nevét Peter Simon Pallas német természettudósról kapta.

## Előfordulása
Ázsia középső részén honos. Elterjedési területe a Kaszpi-tengertől és az Uraltól, Mandzsúriáig terjed. Köves félsivatagok, homokpuszták lakója, kedveli az ürmös sztyeppéket.

## Megjelenése
Testhossza 30–41 centiméter, szárnyfesztávolsága 63–78 centiméter, testtömege pedig 235–300 gramm; a tojó kicsit kisebb. Tollazatára a barna és a sárga rejtőszín a jellemző; hasalja fekete.

## Életmódja
Elsősorban növényi magvakat fogyaszt. Inni csapatosan jár.

## Szaporodása

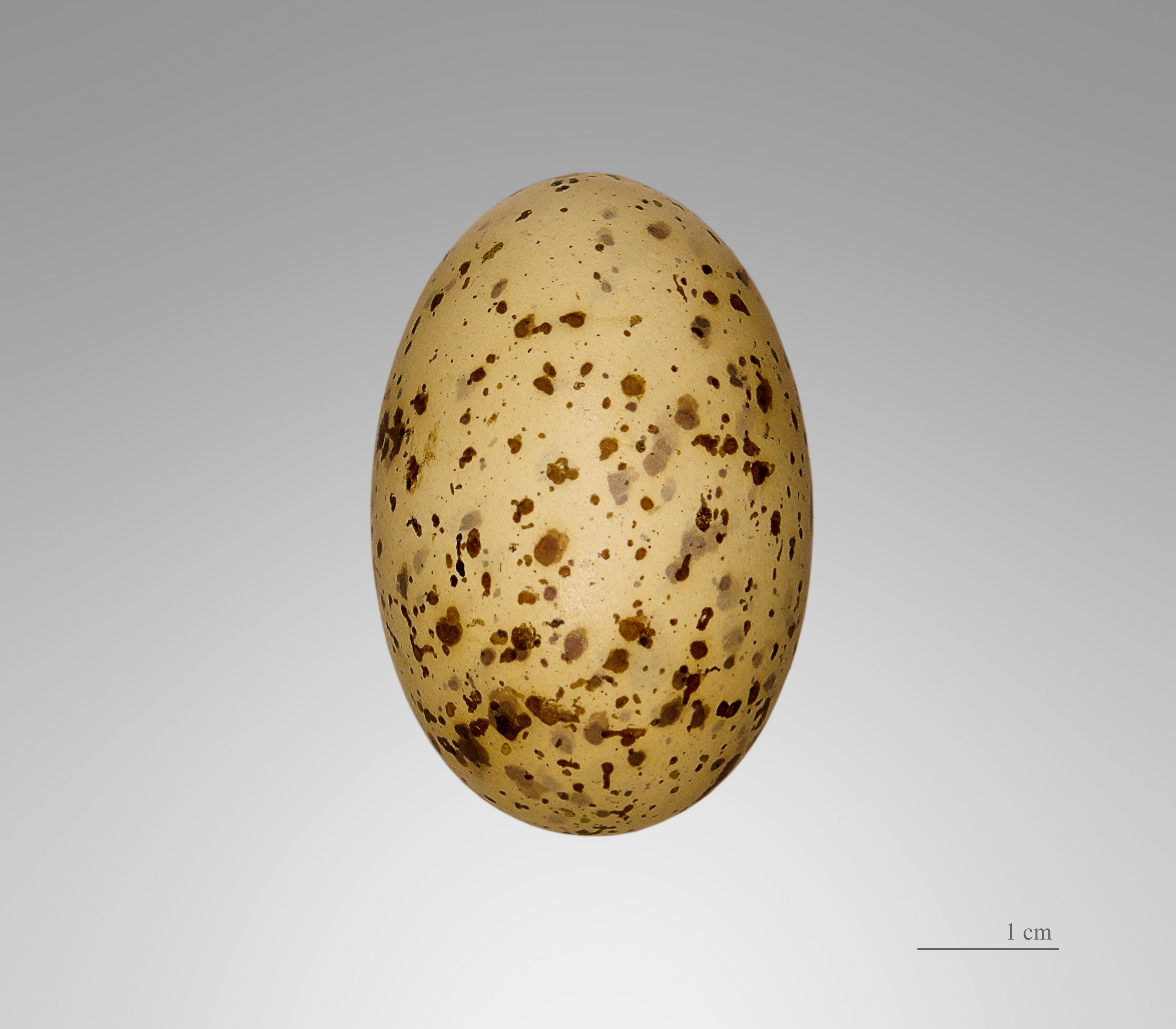
Syrrhaptes paradoxus

Évente általában kétszer költ, a talajba kapart mélyedésbe. Fészekalja 2 tojásból áll, melyen a két szülő felváltva 28 napig kotlik.

## Kárpát-medencei előfordulása
Magyarországon nagyon ritka vendég, az elmúlt 50 évben nem észlelték.